# Călin Georgescu
Călin Georgescu (Bucarest, 26 de marzo de 1962) es un político y consultor rumano, fue candidato presidencial para las elecciones de 2024 hasta que investigaciones penales en su contra invalidaron su candidatura.
Trabajó alrededor de 17 años de servicio en el área ambiental en el sistema de las Naciones Unidas, se desempeñó como Presidente del Centro Europeo de Investigación del Club de Roma (2013-2015), posteriormente, fue nombrado director ejecutivo del Instituto del Índice Global de Sostenibilidad de las Naciones Unidas en Ginebra y Vaduz para el período 2015-2016. También es miembro del Club de Roma Internacional en Suiza.

## Educación
Georgescu nació en el barrio Cotroceni de Bucarest, hijo de Scarlat Georgescu y Aneta Georgescu (de soltera Popescu). Se graduó en la Escuela de Recuperación de Tierras del Instituto de Agronomía Nicolae Bălcescu de Bucarest (1986) y obtuvo su doctorado en ciencias del suelo en 1999.

## Campaña presidencial
Georgescu fue propuesto como primer ministro en 2011, 2012 y 2016. En 2020 fue propuesto por la Alianza para la Unión de los Rumanos (AUR), un partido que acaba de ingresar al Parlamento rumano tras las elecciones legislativas rumanas de diciembre de 2020. Durante la crisis política rumana de 2021 que resultó en la destitución del gabinete de Cîțu, el mismo partido lo volvió a proponer.
Varios artículos de prensa criticaron a Georgescu por sus declaraciones prorrusas, así como sus posturas de extrema derecha, algunos incluso lo consideraron el "representante de los intereses rusos" en Rumania.
Georgescu se postuló como presidente en las elecciones presidenciales rumanas de 2024. Entre sus posturas de campaña estaban aumentar el apoyo a los agricultores, promover la producción de energía y alimentos y reducir la dependencia de las importaciones. En la primera vuelta de las votaciones, celebrada el 24 de noviembre, obtuvo una sorprendente mayoría.
El 6 de diciembre el Tribunal Constitucional anuló los resultados de la primera vuelta y ordenó repetir todo el proceso electoral por injerencia rusa. Además, muy sospechoso ha sido el gasto "cero" que declaró para la campaña electoral. Informes realizados por la prensa independiente estiman que el coste de su campaña electoral fue de 50 millones de euros.

Georgescu protesta junto a Anamaria Gavrilă y George Simion el 1 de marzo de 2025

En enero de 2025, el portavoz del gobierno rumano, Mihai Constantin, informó que la primera vuelta del nuevo proceso electoral tendrá lugar el 4 de mayo de 2025, mientras que la segunda vuelta se producirá el 18 de mayo de 2025.
Después de varios meses de recompilar pruebas, el día 26 de febrero de 2025, Călin Georgescu ha sido retenido por la policía y llevado por orden judicial de la Fiscalía General, bajo sospecha de integrar una organización fascista y antisemita. Tras prestar declaración ha quedado en libertad condicional bajo control judicial durante 60 días. La policía encontró 10 millones de dólares y billetes de avión con destino a Moscú escondidos en la residencia de su guardaespaldas. También se encontraron con lingotes de oro, más dinero, municiones y armas de fuego en las residencias de personas supuestamente relacionadas con Georgescu.

## Vida personal
Călin Georgescu está casado con Cristela Georgescu y tiene tres hijos, uno de un matrimonio anterior. En su juventud, practicó judo de alto rendimiento, obteniendo un cinturón negro y en 1979 ganó el título de subcampeón nacional y subcampeón juvenil de los Balcanes. 
Tiene una cuenta de TikTok con más de 1,6 millones de me gusta.